# Фторид-диоксид протактиния
Фторид-диоксид протактиния — неорганическое соединение
протактиния, кислорода и фтора
с формулой PaO2F,
бесцветные кристаллы.

## Получение
- Разложение октафторид-оксида дипротактиния при нагревании [1][2]:

{\displaystyle {\mathsf {2Pa_{2}OF_{8}\ {\xrightarrow {250-290^{o}C}}\ 3PaF_{5}+PaO_{2}F}}}

## Физические свойства
Фторид-диоксид протактиния образует бесцветные кристаллы
ромбической сингонии,

параметры ячейки a = 0,6894 нм, b = 1,2043 нм, c = 0,4143 нм, Z = 8
.

## Химические свойства
- Разлагается при нагревании [1] до фторид-гептаоксида трипротактиния:

{\displaystyle {\mathsf {7PaO_{2}F\ {\xrightarrow {500^{o}C}}\ 2Pa_{3}O_{7}F+PaF_{5}}}}
- Реагирует с фтором[5]:

{\displaystyle {\mathsf {2PaO_{2}F+F_{2}\ {\xrightarrow {}}\ 2PaO_{2}F_{2}}}}